# Xã Madison, Quận Jefferson, Indiana
Xã Madison (tiếng Anh: Madison Township) là một xã thuộc quận Jefferson, tiểu bang Indiana, Hoa Kỳ. Năm 2010, dân số của xã này là 17.415 người.